# Аборты на Гавайях
Аборт на Гавайях разрешён законом. 66 % взрослых заявили в опросе исследовательского центра Пью, что аборт должен быть легальным во всех или в большинстве случаев. Гавайи начали разрешать аборты по требованию де-юре в 1970 году, став первым штатом, сделавшим это. Закон штата, принятый в то время, гласил: «Государство не может отрицать или вмешиваться в право женщины выбрать или произвести аборт нежизнеспособного плода или аборт, который необходим для защиты жизни или здоровья женщины».
Количество клиник по абортам в штате сокращается год от года. В 1970 году аборты проводились в 15 больницах, в 51 клинике в 1982 году, в 52 клиниках в 1992 году, в шести в 2011 году, в четырёх в 2014 году и в трёх в 2017 году. В 2017 году у женщин в сельских районах штата были проблемы с доступом к услугам по прерыванию беременности из-за отсутствия клиник и затрат на проезд. В 1970 году было произведено 3643 аборта, в 2014 году — 2147, а в 2017 году — 3200. Существовало государственное финансирование абортов для бедных женщин с использованием государственной программы Медикейд. В мае 2019 года жители Гавайев приняли участие в движении #StoptheBans.

## Терминология
Споры об абортах чаще всего связаны с «искусственным абортом» эмбриона или плода на каком-то этапе беременности, а также тем, как этот термин используется в юридическом смысле. Некоторые также используют термин «плановый аборт», который используется в отношении требования о неограниченном праве женщины на аборт, независимо от того, решила она сделать это или нет. Термин «плановый аборт» или «добровольный аборт» описывает прерывание беременности до её жизнеспособности по просьбе женщины, но не по медицинским показаниям.
Сторонники запрета на аборты обычно используют такие термины, как «нерождённый ребенок», «неродившийся ребенок» или «ещё не родившийся ребенок», а также считают использование медицинских терминов «эмбрион», «зигота» и «плод» расчеловечивающим. И «за выбор», и «за жизнь» являются примерами терминов, обозначенных как политический фрейминг: это термины, которые намеренно пытаются определить свою философию в наилучшем свете, в то время как по определению пытаются описать их оппозицию в худшем из возможных свете. «За выбор» подразумевает, что альтернативная точка зрения — «против выбора», в то время как «за жизнь» подразумевает, что альтернативная точка зрения — «в защиту смерти» или «против жизни». Associated Press призывает журналистов использовать термины «право на аборт» и «запрет на аборт».

## Обзор ситуации
Бесплатные противозачаточные средства коррелируют с меньшим числом беременностей и абортов у девочек-подростков. Исследование, проведённое The New England Journal of Medicine за 2014 год, обнаружило такую связь. В то же время исследование Центра репродуктивных прав и Ibis Reproductive Health 2011 года также показало, что в штатах с большим количеством ограничений на аборты выше уровень материнской смертности, более высокий уровень незастрахованных беременных женщин, более высокий уровень младенческой и детской смертности, более высокий уровень злоупотребления наркотиками и алкоголем среди подростков и более низкие показатели скрининга на рак.
Согласно отчёту Центра репродуктивных прав и Ibis Reproductive Health за 2017 год, в штатах, которые пытались преодолеть дополнительные ограничения на доступ женщин к легальным абортам, было меньше политики, поддерживающей здоровье женщин, материнское здоровье и здоровье детей. Эти штаты также были склонны сопротивляться расширению Medicaid, семейных отпусков, медицинских отпусков и полового воспитания в государственных школах. По словам Меган Донован, старшего менеджера по вопросам политики в Институте Гутмахера, в штатах есть законы, направленные на защиту права женщин на доступ к услугам по прерыванию беременности, и там самый низкий уровень детской смертности в США. Многие из бедных сельских женщин штата полагаются на услуги Title X, которые предоставляют помощь в планировании семьи, включая пренатальное сопровождение. При Дональде Трампе эти средства были урезаны на Гавайях, что сделало бедных и сельских женщин особенно уязвимыми, когда дело доходит до доступа к дородовой помощи.

## История
После того, как Гавайи легализовали аборты в 1970 году, количество живорождённых детей с синдромом Дауна уменьшилось. В 2017 году женщины в сельских районах Гавайев столкнулись с огромными проблемами при получении доступа к услугам по прерыванию беременности. В 2017 году женщинам, желающим сделать аборт, часто приходилось преодолевать большие расстояния, часто платя более 300 долларов, брать один или несколько выходных и бронировать жилье, чтобы сделать аборт. Это может сделать общую стоимость аборта более 1000 долларов США.

### Законодательная история
В марте 1970 года, незадолго до того, как Верховный суд принял решение по делу Роу против Уэйда, Гавайи стали первым штатом в США, декриминализировавшим аборты, отменив все требования для обоснования выполнения процедуры. Оба штата сохранили одно требование для женщин, обращающихся за абортом, а именно, чтобы аборт проводился лицензированным врачом в аккредитованной больнице There was a 90-day residency requirement in place at the time, and women were not required to provide a reason they were seeking an abortion. В то время действовало требование о проживании в течение 90 дней, и от женщин не требовалось указывать причину, по которой они хотели сделать аборт. Аляска и Вашингтон также присоединились к Гавайям, отменив аборты в том же году. В 1971 году штат отменил закон, согласно которому принуждение к аборту является уголовным преступлением. Закон штата от 1971 года требовал, чтобы любая женщина, делающая законный аборт в штате, должна была проживать в течение определённого периода от 30 до 90 дней.
По состоянию на 14 мая 2019 года штат запретил аборты после того, как плод становится жизнеспособным, обычно в период между 24 и 28 неделями. В этот период используется стандарт, определённый Верховным судом США в 1973 году в решении по делу Роу против Уэйда. По состоянию на май 2019 года в законе штата об абортах говорилось: «Государство не может отрицать или вмешиваться в право женщины выбирать или производить аборт нежизнеспособного плода или аборт, который необходим для защиты жизни или здоровья женщины».

### Судебная история
Решение Верховного суда США по делу Роу против Уэйда в 1973 году означало, что штат больше не может регулировать аборты в первом триместре беременности.

### Клиники

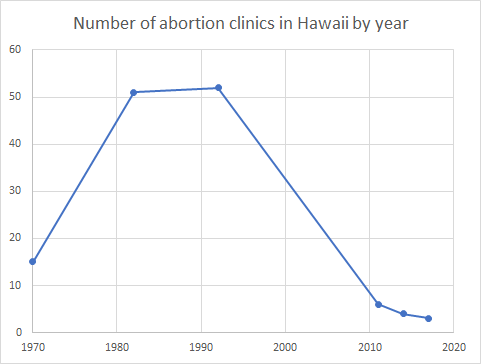
Количество клиник по абортам на Гавайях по годам

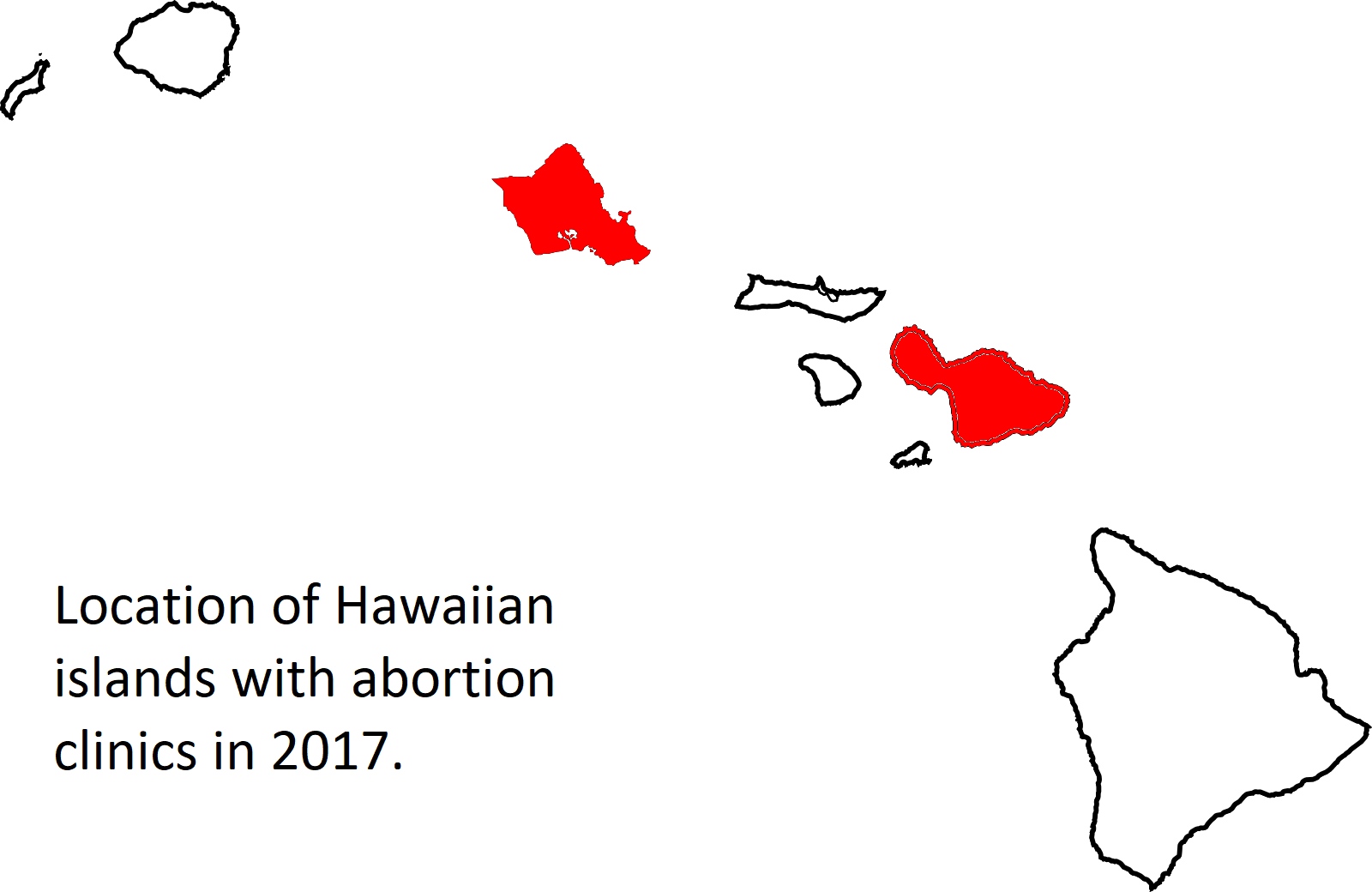
Расположение гавайских клиник для абортов по островам в 2017 году.

Аборты в 1970 году требовалось делать в больнице. Они стоят около 350 долларов США, и 57,5 % женщин использовали личные средства или ссуды для покрытия стоимости аборта. В 1970 году, когда аборты были легализованы в штате, в первый год аборты были сделаны в пятнадцати больницах. В период с 1982 по 1992 год количество клиник по прерыванию беременности в штате увеличилось на одну, с 51 в 1982 году до 52 в 1992 году. В 2011 году в штате было всего шесть клиник, отчасти из-за нехватки врачей в целом в штате. В 2014 году в штате было четыре клиники абортов. В 2014 году в 40 % округов штата не было клиник для абортов. В том году 5 % женщин штата в возрасте от 15 до 44 лет жили в округе, где не было абортационной клиники. К 2017 году осталось всего 3 клиники.
В 2017 году 28 медицинских учреждений на Гавайях предоставляли услуги по прерыванию беременности, 4 из которых были клиниками, включая две клиники Planned Parenthood. Несмотря на спрос на Кауаи, острове с населением 67000 человек, в 2017 году там не было клиник для абортов. Из восьми крупных островов Гавайев только на двух есть клиники для абортов.
Услуги телемедицины по прерыванию беременности в настоящее время доступны на Гавайях. Пациента, желающего сделать медикаментозный аборт, оценивает врач с помощью видеоконференцсвязи. Эта услуга позволяет многим женщинам, желающим сделать аборт, избежать поездки между островами в клинику для абортов.

## Статистика
С марта 1970 года по декабрь 1970 года в 15 больницах штата было произведено 3643 аборта, при этом коэффициент аборта до живорождения составил 1:45. Демографические данные женщин, обращавшихся за абортом на Гавайях в том году, показали, что 47 % были белыми, 21 % — японками, 10 % — гавайками, 8,4 % — филиппинками, 5,0 % — китаянками, 54 % никогда не были замужем, 51 % никогда раньше не были беременны. 71 % были в отношениях, 20 % были подростками. За пределами расовой демографии профиль женщин, сделавших аборт на Гавайях в 1970 году, был аналогичен профилю других женщин в Соединённых Штатах. Женщины, делавшие аборты в том году, были более образованными, чем остальные женщины детородного возраста в штате. Эти женщины сделали аборты по разным причинам, включая ограничение размера семьи или отказ от контрацепции. У некоторых были осложнения, из которых в 22,5 % случаев — разрыв шейки матки, 19,5 % — кровотечение и 16 % — инфекция.
В 1990 году 136 000 женщин в штате столкнулись с риском незапланированной беременности. В 2013 году среди белых женщин в возрасте 15-19 лет было произведено 60 абортов, 10 абортов среди чернокожих женщин в возрасте 15-19 лет, 50 абортов среди испаноязычных женщин в возрасте 15-19 лет и 380 абортов среди женщин всех других рас. В 2014 году 66 % взрослых заявили в ходе опроса исследовательского центра Pew Research Center, что аборт должен быть легальным во всех или в большинстве случаев. В 2017 году уровень младенческой смертности в штате составлял 5,3 смертей на 1000 живорождений.

## Финансирование абортов

Государственное покрытие медицинских услуг Medicaid по прерыванию беременности.Тёмно-синий: Medicaid покрывает необходимые по медицинским показаниям аборты для женщин с низким доходом в соответствии с законодательством Ярко-синий: Medicaid покрывает необходимые по медицинским показаниям аборты для женщин с низким доходом по решению суда
Серый: Medicaid отказывает женщинам с низким доходом в покрытии абортов, за исключением случаев изнасилования, инцеста или угрозы жизни.

Семнадцать штатов, включая Гавайи, используют свои собственные средства для покрытия всех или большинства «необходимых с медицинской точки зрения» абортов, совершаемых женщинами с низким доходом в рамках программы Medicaid, в тринадцати из которых это требуется согласно постановлениям судов штата. В 2010 году в штате было произведено 1279 абортов, финансируемых государством, из которых ноль — на федеральное финансирование, а 1279 — на финансирование штата.

## Взгляды и действия по поводу права на аборт

### Протесты
Женщины из штата участвовали в марше в поддержку права на аборт в рамках движения #StoptheBans в мае 2019 года.

### Точки зрения
Исполнительный директор Women in Film Кирстен Шаффер сказала, что в Джорджии и других штатах аналогичные ограничительные запреты на аборты были приняты в начале 2019 года: «Право женщины делать выбор в отношении своего тела имеет основополагающее значение для её личного и профессионального благополучия. […] Мы поддерживаем людей, которые решили не везти свою продукцию в Джорджию или устраиваться на работу в Джорджии из-за драконовского закона о запрете выбора. С этой целью мы составили список штатов с правом выбора, которые предлагают значимые налоговые скидки и производственные стимулы, и призываем всех изучить эти альтернативы: Калифорния, Колорадо, Гавайи, Иллинойс, Мэн, Невада, Нью-Джерси, Нью-Мексико, Нью-Йорк, Вашингтон».